# Andrzej Krzycki
Andrzej Krzycki (Krzycko Małe, Polonia; 7 de julio de 1482-Skierniewice, 10 de mayo de 1537), (en latín: Critius o Cricius) fue un escritor polaco del Renacimiento, obispo de Płock, prominente humanista y poeta neolatino, e importante por su literatura polémica político-religiosa en el entorno del surgimiento del luteranismo, en el católico Reino de Polonia.
Sobrino de Piotr Tomicki, obispo de Cracovia y privado del rey Segismundo I, educado en la Universidad de Bolonia, Krzycki fue desde su adolescencia una brillante figura de la corte Jagellón, llegando a secretario real en 1515. Muy valorada fue su poesía latina dedicada a celebrar panegíricos relevantes de bodas reales, funerales de Estado o victorias guerreras. Opuesto al protestantismo, en 1522, escribió en tal ocasión, su Religionis et Reipublicae quaerimonia. Tras su elección como obispo de Płock, en 1527, se vio amargamente enfrentado a la emergente realidad de una Prusia Ducal, confinante con su diócesis, primera entidad política en Europa oficialmente luterana, procediendo de esta época, la mayor parte de sus escritos polémicos sobre la materia. En los últimos años de su vida, 1535-1537, fue elegido Arzobispo de Gniezno y Primado de Polonia.